# Prionus elegans
Prionus elegans är en skalbaggsart som beskrevs av Demelt 1972. Prionus elegans ingår i släktet Prionus och familjen långhorningar.
Artens utbredningsområde är Pakistan. Inga underarter finns listade i Catalogue of Life.